# Кругловище
Кругловище (Круговище) — река в России, протекает по Володарскому району Нижегородской области. Устье реки находится в 9,2 км по левому берегу реки Сейма. Длина реки составляет 10 км.
Исток реки в болотах юго-западнее озера Пырское и в 10 км к северо-востоку от Володарска. Течёт на юго-запад по ненаселённому заболоченному лесу. Впадает в Сейму у посёлка совхоза Сейма (входит в административную черту Володарска). На последних километрах течения частично пересыхает.

## Данные водного реестра
По данным государственного водного реестра России относится к Окскому бассейновому округу, водохозяйственный участок реки — Ока от города Горбатов до водомерного поста Новинки (устье), речной подбассейн реки — бассейны притоков Оки от Мокши до впадения в Волгу. Речной бассейн реки — Ока.
Код объекта в государственном водном реестре — 09010301312110000034056.